# Anseïs de Carthage
Anseïs de Carthage és una Cançó de gesta del segle xiii. Es conserva en quatre manuscrits, tot i que alguns són fragmentaris. És una seqüela de la Chanson de Roland i es troba en el context de la Reconquesta d'Espanya  Va ser escrita entre 1230 i 1250 i consta d'uns 11.000 decasíl·labs rimats.  Es conserva una versió en prosa del conte en un manuscrit de finals del segle xv, amb el títol La cronique associée de Charlemaine très loable et Anseis icy coupplée .:324 La primera edició impresa de la cançó és la de Johann Alton de 1892. 

## Manuscrits
Un manuscrit complet de la cançó es troba a la Biblioteca Nacional de França, sota la referència fr. 1598;  un altre manuscrit, que data del 1280 al 1300, es troba sota la referència fr. 793.
Al segle xx, es van trobar a Itàlia dos manuscrits de pergamí bifolium de la chanson, on els primers anys del segle XVII havien estat utilitzats com a enquadernacions per a altres documents; es creu que aquests, amb molts altres manuscrits medievals, es van originar a les biblioteques de la família d'Este, que poc abans havia traslladat la seva cort de Ferrara a Mòdena.  Un bifolium va ser descobert per Monica Longobardi a Imola i es troba a la Biblioteca Comunale, la biblioteca municipal d'aquesta ciutat. L'altre es va incloure en un grup de documents transferits posteriorment de l'Archivio Notarile di Bologna, un arxiu legal, a l' Archivio di Stato o arxius estatals de Bolonya ; va ser descrit el 1931 per Vincenzo De Bartholomaeis, qui pot haver-lo eliminat dels arxius en aquell moment. Ara es considera perdut. 